# Estación Serodino
Serodino es una estación ferroviaria ubicada en la localidad homónima, Departamento Iriondo, Provincia de Santa Fe, Argentina.

## Servicios
La estación corresponde al Ferrocarril General Bartolomé Mitre de la red ferroviaria argentina.
Desde el 5 de mayo de 2021 cuenta con operaciones de pasajeros del servicio Retiro - Tucumán de la empresa estatal Trenes Argentinos Operaciones.